# Emil Mayer (Fabrikant)
Emil Mayer (* 24. Oktober 1848 in Mannheim; † 8. Juni 1910 ebenda) war ein deutscher Unternehmer und Politiker. Er saß in der Badischen Ständeversammlung.

## Leben
Emil Mayer war ein Urenkel des Tabakfabrikanten und Unternehmensgründers Gottschalk Mayer (1761–1835) sowie ein Sohn des Tabakfabrikanten Kommerzienrat Max Mayer (1818–1871) und dessen aus den Niederlanden stammenden Ehefrau Pauline Mendes (1822–1905). Mayer heiratete am 27. März 1872 in Kassel Johanna Goldschmidt (* 8. August 1853 in Kassel), die jüngste Tochter des Kaufmanns Siegmund Goldschmidt (1805–1868) in Kassel und dessen Ehefrau Wilhelmine (genannt Mina) Goldschmidt geb. Büding (1815/1816 – nach 1881).
Mayer besuchte die Höhere Bürgerschule in Mannheim. Er studierte Maschinenbau am Polytechnikum Karlsruhe, wo er im Wintersemester 1865/1866 der Karlsruher Burschenschaft Teutonia beitrat. Nach dem Studium trat Mayer in das bereits seit 1787 in Mannheim bestehende Familienunternehmen Gebrüder Mayer Zigarrenfabriken ein. Später wurde er alleiniger Inhaber der Tabakfabrik und einer der bedeutendsten Unternehmer in Mannheim.
Von 1892 bis 1910 vertrat Mayer die Nationalliberale Partei als Stadtverordneter in Mannheim und von 1905 bis 1909 als Landtagsabgeordneter. Als Landtagsabgeordneter war er bis 1908 Mitglied der Budgetkommission.
Sein Sohn Max Ernst Mayer (1875–1923) war ein deutscher Strafrechtler und Rechtsphilosoph.
Ein Bild von Emil Mayer befindet sich im Stadtarchiv Mannheim.